# سان أنطونيو ثاندر
سان أنطونيو ثاندر (بالإنجليزية: San Antonio Thunder)‏ هو نادي كرة قدم أمريكي تأسس في 1975، ويلعب في دوري أمريكا الشمالية لكرة القدم.